# 불순물 반도체
불순물반도체는 반도체의 한 종류이다. 비고유 반도체 또는 외인성 반도체(extrinsic semiconductor)라고도 한다. 순수한 진성반도체에 불순물 (도펀트)를 소량첨가 (도핑)한 것이다. 도핑하는 원소에 의하여 캐리어가 홀인 P형 반도체, 캐리어가 전자인 N형 반도체를 얻을 수 있다. 캐리어의 종류는 불순물 원소의 최외각전자수에 의존적이며, 최외각전자가 4보다 클 경우는 N형 반도체, 최외각전자가 4보다 작을 경우는 P형 반도체가 된다. 반도체의 한종류인 규소를 예로 들면, 비소, 인의 경우에는 N형 반도체, 붕소의 경우에는 P형 반도체가 된다.

## 같이 보기
- 진성 반도체